# Фернан Канель
Фернан Канель (фр. Fernand Canelle, 2 січня 1882, Париж — 11 вересня 1951, Рюей-Мальмезон) — французький футболіст, що грав на позиції захисника за клуб «Клуб Франсе» та національну збірну Франції.

## Клубна кар'єра
На клубному рівні грав за команду «Клуб Франсе», за яку дебютував 1896 року ще у 14-річному віці. Завершив виступи у її складі вже 40-річним, у 1922 році. 

## Виступи за збірну
1900 року був включений до заявки збірної Франції для участі у футбольному турнірі на тогорічній Олімпіаді, де французи здобули срібні нагороди. В офіційних матчах за національну збірну дебютував 1904 року і протягом наступних п'яти років  провів у її формі 6 матчів.
Помер 11 вересня 1951 року на 70-му році життя у Рюей-Мальмезоні.